# Félix Fénéon

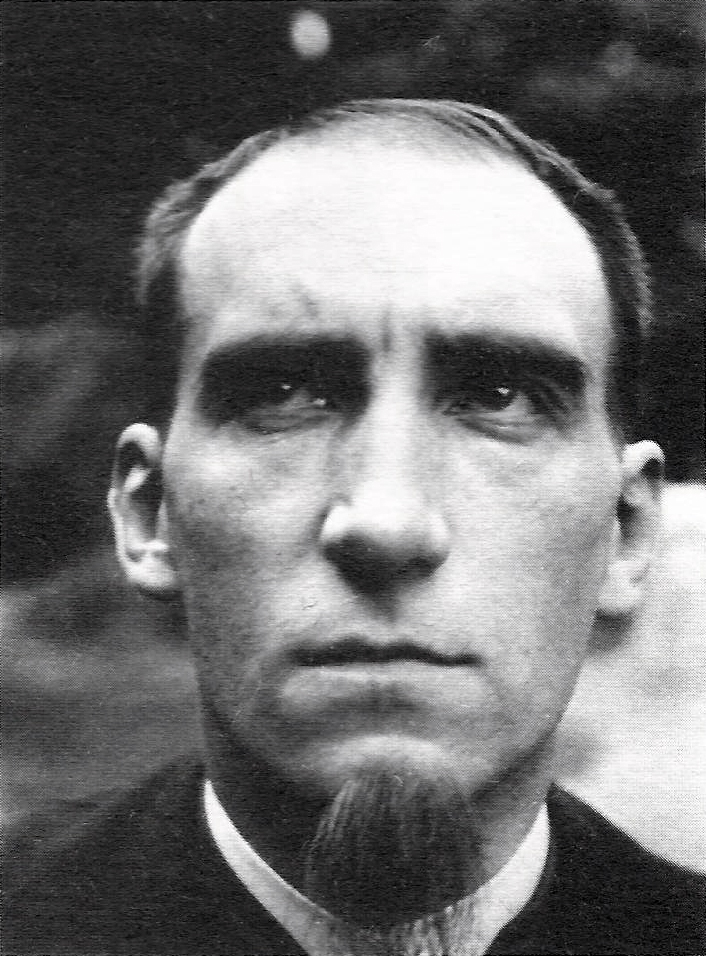
Félix Fénéon, um 1900

Félix Fénéon (* 22. Juni 1861 in Turin; † 29. Februar 1944 in Châtenay-Malabry (Hauts-de-Seine)) war ein französischer Anarchist, Journalist, Literat, Kunstsammler und Kunstkritiker in Paris. Er schuf den Kunstbegriff Neoimpressionismus im Jahr 1886 für den Kunststil einer Künstlergruppe um Georges Seurat, die er außerordentlich gefördert hat.

## Leben und Werk

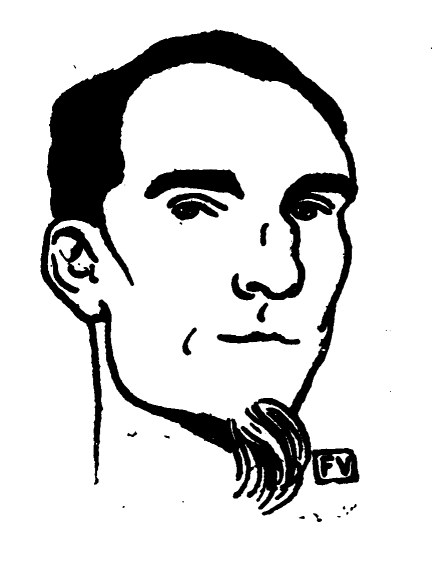
Félix Vallotton: Porträt Félix Fénéons, 1898

Félix Fénéon wurde in Turin als Sohn eines Handlungsreisenden geboren. Von 1881 bis 1894 war er im Kriegsministerium angestellt. Schon 1884 war er von George Seurats Badeszene in Asnières fasziniert. Ab 1886 engagierte er sich in der anarchistischen Bewegung, beteiligte sich an der Herausgabe libertärer Zeitschriften wie „L'Endehors“ und unterstützte die Intellektuellengruppe um Émile Zola in der Dreyfus-Affäre. Fénéon gehörte zu den Unterzeichnern einer Petition, in der die Revision des Fehlurteils gegen Alfred Dreyfus gefordert wurde.

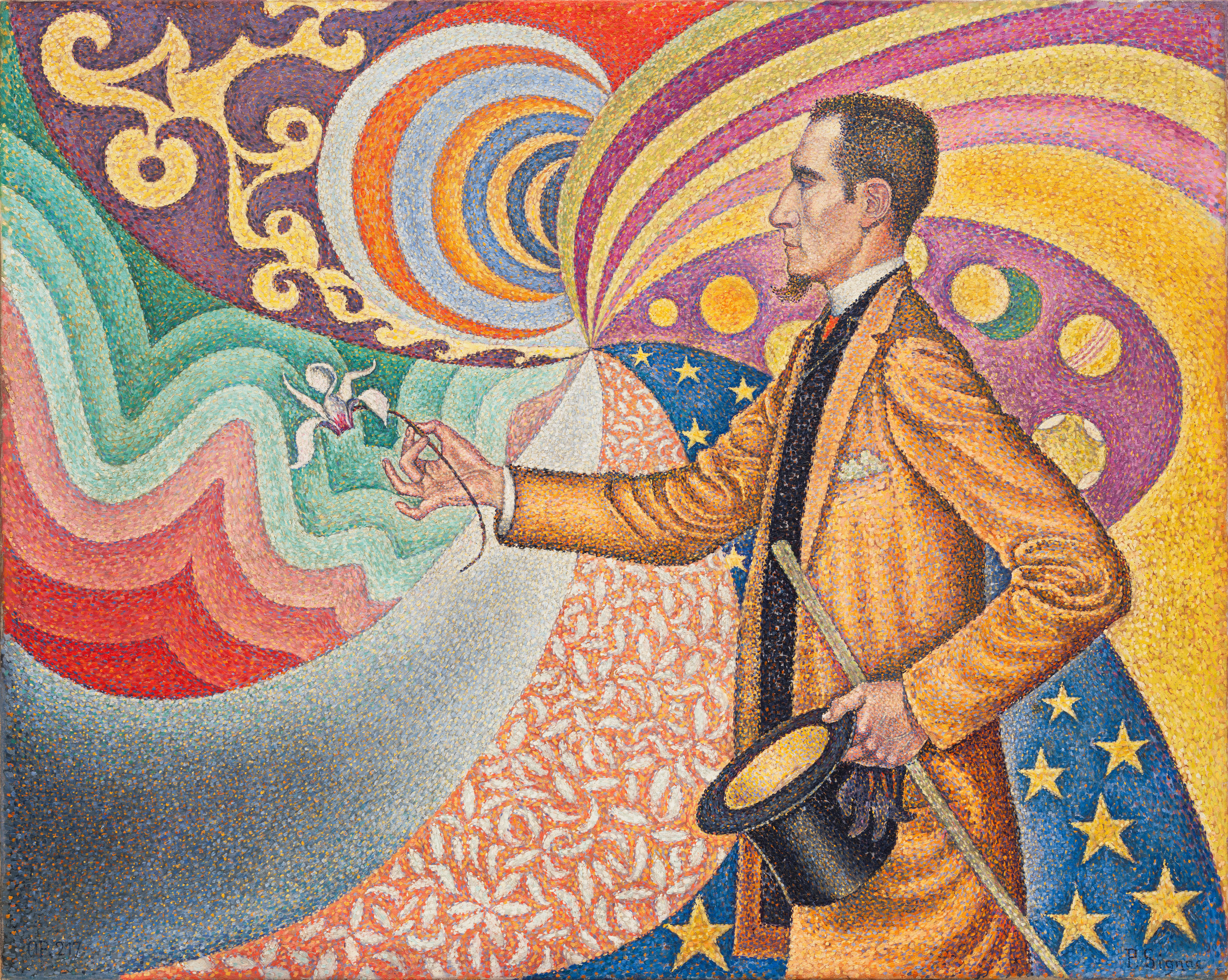
Félix Fénéon, gemalt von Paul Signac im Jahr 1890.

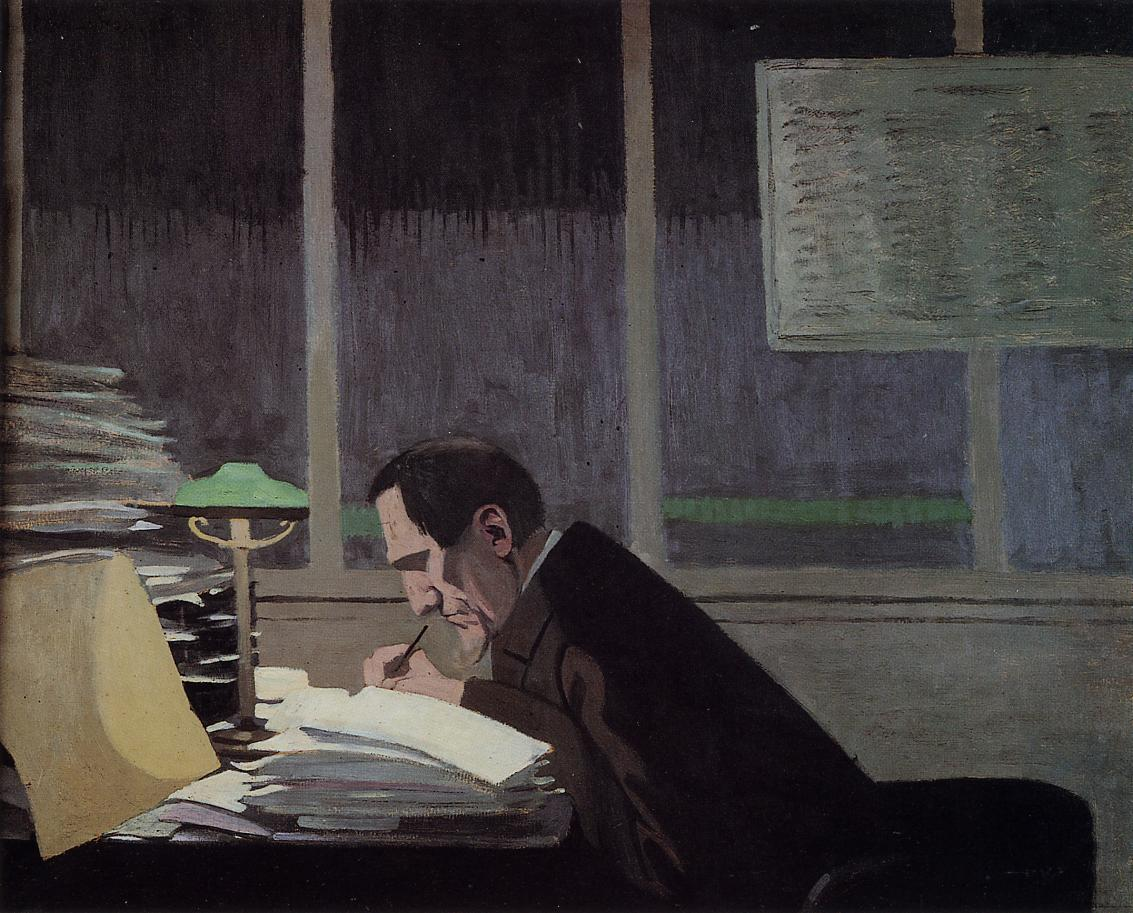
Félix Vallotton: Félix Fénéon in der Redaktion von La Revue blanche, 1896

Im Jahr 1894 erfolgte ein Bombenanschlag auf das Restaurant Foyot in Paris, für den Fénéon im „Procès des trente“ (Prozess der Dreißig) im August mit anderen Angeklagten zusammen verantwortlich gemacht wurde, am Ende des Prozesses jedoch freigesprochen werden musste.
In der Pariser Gesellschaft des Fin de Siècle trat er als Dandy auf, war Mitglied von Stéphane Mallarmés Dienstagsgesellschaft und ein Vertrauter von Spätimpressionisten, Herausgeber von James Joyce und Sammler von afrikanischer Kunst.
Er übernahm 1896 als Chefredakteur die Leitung der Literatur- und Kunstzeitschrift La Revue blanche. Dort veröffentlichte er Texte von Oscar Wilde, André Gide und Paul Valéry. Die journalistische Laufbahn setzte Fénéon beim „Figaro“, darauf beim „Matin“, bis zum Ende des Jahres 1906 fort. Dann gab er die journalistische Tätigkeit auf und wurde künstlerischer Leiter der Galerie Bernheim-Jeune und gleichzeitig literarischer Leiter bei den Éditions de la Sirène. Noch vor der Russischen Revolution 1917 entfernte Fénéon sich vom anarchistischen Gedankengut und näherte sich kommunistischen Ideen. 
Fénéon entdeckte oder veröffentlichte Werke von Autoren, unter anderem von Alfred Jarry, Stéphane Mallarmé, Guillaume Apollinaire, Jules Laforgue und Arthur Rimbaud. Als Maler machte er vor allem Georges Seurat bekannt und setzte sich für Camille Pissarro, Paul Signac, Kees van Dongen, Henri Matisse, Maurice Denis, Émile Compard und andere ein.
Seine Vorliebe für afrikanische Kunst war vor allem seiner frühen antikolonialistischen Einstellung geschuldet. Seine Sammlung afrikanischer Kunst umfasst 400 Objekte; neben kleinen und mittelgroßen Statuen, Masken und Amuletten und Holzreliefs aus Westafrika besaß er eine Auswahl an hochwertigen Webspulen von der Elfenbeinküste. Sein Engagement für die Gleichstellung aller Völker und sein Interesse für die afrikanische Kultur drückten sich bereits 1895 aus, als er für La Revue blanche Persönlichkeiten wie Jules Verne zur Aufhebung aller Rassenunterschiede befragte. So beteiligte er sich 1931 an der von Louis Aragon und André Thirion organisierten Gegenveranstaltung (Die Wahrheit über die Kolonien) zur französischen Kolonialausstellung an der Pariser Porte Dorée. Die afrikanische Kunst verstand er als l´art lointain; diese Kunst aus der Ferne betrachtete er als universalen Bildungsschatz, nicht als primär völkerkundliches Gut.
Félix Fénéon starb im Jahr 1944 im Alter von 82 Jahren in Châtenay-Malabry, einem Ort der Pariser Banlieue. 
Seine Witwe Fanny Goubeaux stiftete im Jahr 1949 den Literatur- und Kunstpreis Prix Fénéon.

## Ausstellungen
- 2020: Félix Fénéon. The Anarchist and the Avant-Garde – From Signac to Matisse and Beyond, MoMa New York[3]
- 2019 – 2020: Félix Fénéon – Les temps nouveaux, Musée de l´Orangerie, Paris
- 2019: Félix Fénéon. Les arts lointains. Musée du Quai Branly, Paris